# 阔萼粉报春
阔萼粉报春（学名：Primula knuthiana）为报春花科报春花属下的一个种。

## 扩展阅读
- 維基物種上的相關：阔萼粉报春